# 2017 na música brasileira
A seguir está a lista dos eventos notáveis e lançamentos ocorridos em 2017 na música no Brasil.

## Álbuns lançados em 2017

### Janeiro
| Data | Álbum            | Artista       | Gênero(s)                   |
| ---- | ---------------- | ------------- | --------------------------- |
| 12   | Vai Passar Mal   | Pabllo Vittar | Pop                         |
| 13   | Machine Messiah  | Sepultura     | Metal                       |
| 13   | Tardezinha       | Thiaguinho    | Pagode                      |
| 23   | Acenda a Sua Luz | Aline Barros  | Música cristã contemporânea |

### Fevereiro
| Data | Álbum         | Artista             | Gênero(s) |
| ---- | ------------- | ------------------- | --------- |
| 3    | Um Novo Sonho | Zé Neto & Cristiano | Sertanejo |
| 3    | O Proceder    | Gloria Groove       | Pop       |

### Março
| Data | Álbum                           | Artista               | Gênero(s)  |
| ---- | ------------------------------- | --------------------- | ---------- |
| 6    | Realidade - Ao Vivo em Manaus   | Marília Mendonça      | Sertanejo  |
| 10   | Na Praia 2                      | Matheus & Kauan       | Sertanejo  |
| 24   | Ao Vivo em Campo Grande         | Maiara & Maraisa      | Sertanejo  |
| 24   | A Última Palavra Feche a Porta  | Plutão Já Foi Planeta | Indie Rock |
| 27   | DNA Musical                     | Alexandre Pires       | MPB        |
| 31   | Esquenta WS in Miami Beach - EP | Wesley Safadão        | Forró      |

### Abril
| Data | Álbum | Artista      | Gênero(s) |
| ---- | ----- | ------------ | --------- |
| 21   | Manu  | Manu Gavassi | Dance-pop |

### Maio
| Data | Álbum    | Artista          | Gênero(s) |
| ---- | -------- | ---------------- | --------- |
| 26   | Acredite | Marcos & Belutti | Sertanejo |

### Junho
| Data | Álbum | Artista         | Gênero(s) |
| ---- | ----- | --------------- | --------- |
| 9    | Vem   | Mallu Magalhães | MPB       |

### Julho
| Data | Álbum                     | Artista        | Gênero(s) |
| ---- | ------------------------- | -------------- | --------- |
| 4    | Brasileira                | Lucero         | Pop       |
| 7    | WS In Miami Beach         | Wesley Safadão | Forró     |
| 10   | Letrux em Noite de Climão | Letrux         | Pop Rock  |

### Agosto
| Data | Álbum                 | Artista         | Gênero(s) |
| ---- | --------------------- | --------------- | --------- |
| 4    | Meio Que Tudo é Um    | Apanhador Só    | Rock      |
| 4    | Unlikely              | Far From Alaska | Rock      |
| 11   | A Gente Mora no Agora | Paulo Miklos    | MPB       |
| 20   | Tribalistas           | Tribalistas     | MPB       |
| 25   | Caravanas             | Chico Buarque   | MPB       |

### Setembro
| Data | Álbum              | Artista | Gênero(s) |
| ---- | ------------------ | ------- | --------- |
| 1    | Todas as Bandeiras | Maglore | Rock      |

### Outubro
| Data | Álbum                      | Artista   | Gênero(s) |
| ---- | -------------------------- | --------- | --------- |
| 13   | Silva Canta Marisa Ao Vivo | Silva     | MPB       |
| 27   | Todas as Cores             | Preta Gil | MPB       |

### Dezembro
| Data | Álbum             | Artista     | Gênero(s) |
| ---- | ----------------- | ----------- | --------- |
| 8    | Cícero & Albatroz | Cícero Lins | MPB       |